# Fetuvalu Secondary School
La escuela secundaria Fetuvalu es una escuela diurna en la nación insular del Pacífico de Tuvalu que es operada por la Iglesia de Tuvalu y está ubicada en el atolón de Funafuti. La escuela volvió a abrir en 2003 después de haber estado cerrada durante 5 años; la escuela ofrecía el Formulario 3 y agregó los Formularios 4 a 6 en los años siguientes.
Desde 2006, Fetuvalu ofrece el programa de estudios de Cambridge. Fetuvalu sigue un plan de estudios diferente al proporcionado por la Escuela Secundaria Motufoua, que es la escuela pública, aunque sus programas educativos son equivalentes a los que se ofrecen en Motufoua desde Year 9 hasta Year 12. Los estudiantes de Fetuvalu que quieran asistir a la universidad pueden pasar al Año 13 en el programa Form Seven del gobierno o los estudiantes pueden asistir al programa básico ofrecido a través del Centro de Extensión de la Universidad del Pacífico Sur (USP) en Funafuti.